# 山科部屋
山科部屋（やましなべや）は、かつて存在した相撲部屋。

## 沿革
3代稲荷山長兵衛、6代がそれぞれ部屋を経営したが関取はでていない。
秀ノ山部屋の元幕内達ヶ関森右エ門は明治12年（1879年）5月に引退して7代を襲名。しかし、関取を出すことができずに明治42年（1909年）3月に死去。所属力士は出羽ノ海部屋へ移籍した。その中に後の幕内釋迦ヶ嶽庄太郎がいた。
伊勢ノ海部屋の元幕内柏山吾郎は大正2年（1914年）1月に引退して8代を襲名。柏山大五郎を関脇に育てた。また昭和5年（1930年）1月に師匠が廃業した元清見潟部屋の岩木山謙治郎を引き取った。しかし、同年10月に岩木山が引退して以降は関取がでないまま昭和8年（1933年）1月に死去して部屋は閉じられた。